# Часовня святого Казимира (Ружаны)
Часовня святого Казимира, также Костёл святого Казимира — католический храм в городском посёлке Ружаны Пружанского района Брестской области. Относится к Пинскому диоцезу. Памятник архитектуры раннего классицизма.

## История
Постройку часовни финансировал собственник ружанского имения Александр Сапега. Проект выполнил саксонский архитектор Ян Самуэль Бекер. Строительство связывают с мощами святого Казимира, которые с середины XVII века хранились в ружанский владениях Сапег. Первоначально часовня входила в состав комплекса базилианского монастыря.

## Архитектура
Здание каменное, прямоугольное в плане, покрыто двускатной крышей. По периметру здания проходит профилированный карниз. Здание имеет прямоугольные высокие окна. Входные двери и боковые ниши украшены наличниками. Стены в интерьере завершены карнизом. Алтарь каменный в виде портика дорийского ордера.